# Bohumil Kubát
Bohumil Kubát (Česká Třebová, 14 febbraio 1935 – 12 maggio 2016) è stato un lottatore cecoslovacco, specializzato nella lotta greco-romana e nella lotta libera.
Ha rappresentato la Cecoslovacchia ai Giochi olimpici estivi di Roma 1960 vincendo una medaglia di bronzo nella lotta greco romana nei pesi massimi e in quelli di Tokyo 1964 nella lotta libera nei pesi massimi.

## Palmarès
- Giochi olimpici

Roma 1960: bronzo nei pesi massimi